# Cvetnić Brdo
Cvetnić Brdo – wieś w Chorwacji, w żupanii zagrzebskiej, w gminie Pokupsko. W 2011 roku liczyła 37 mieszkańców.